# اوتونیت
اوتونیت  (به انگلیسی: Autunite) با فرمول شیمیایی Ca[UO2 - PO4]2. 8-12 H2O از مجموعه کانی هاست و دارای لومینسانس زرد متمایل به سبز و رادیواکتیویته قوی- رنگ شعله را قرمز نارنجی می‌کند-کانی مشابه آن توربرنیت است. از نام شهر Autun در فرانسه گرفته شده‌است. محلول در اسیدنیتریک CaO:۵٫۶۹٪ UO۳:۵۸٪ P2O۵:۱۴٫۳۹٪ H2O:۲۱٫۹۲٪ برای اولین بار در فرانسه کشف شد و از نظر شکل بلور: پهن و کوتاه - ماکله، رنگ: زرد تا سبز روشن، شفافیت: نیمه شفاف، جلا: صدفی - شیشه ای، رخ: خوب، سیستم تبلور: کوادراتیک و در رده‌بندی فسفات است و منشأ تشکیل آن ثانوی است.
همایند کانی‌شناسی (پارانژ) آن توربرنیت- میکاهای اورانیوم دار است
کاربرد آن: کانسار اورانیوم، از نظر ژیزمان بلوری - آگرگاتهای فلسی و خاکی فراوان است و بیشتر در آلمان، چک اسلواکی، پرتغال، فرانسه، انگلستان، آمریکا، استرالیا یافت می‌شود.